# John McKinly
John McKinly, född 21 februari 1721 i Ulster, död 31 augusti 1796 i Wilmington, Delaware, var en amerikansk politiker och läkare uppvuxen på Irland. Som protestant av skotskt ursprung från Nordirland hörde han till den folkgrupp som i USA kallas Scotch-Irish American. Dessa brukar räknas som en etnicitet skild från övriga personer av irländsk-amerikansk härkomst. Han var Delawares president från februari till september 1777.
McKinly kom 1742 till Delaware från Irland. Han blev snabbt en populär läkare. Han gifte sig 1761 med Jane "Jenny" Richardson. Han deltog i sjuårskriget. Delaware inrättade år 1777 presidentämbetet och McKinly valdes till det nya högsta ämbetet av Delawares lagstiftande församling. Han blev tillfångatagen av brittiska trupper som avancerade fort efter segern i slaget vid Brandywine i september 1777. Därför efterträddes han som Delawares president av Thomas McKean. Delaware hade fram till 1793 tio första högsta ämbetsinnehavare som var presidenter, först då togs titeln guvernör i bruk.
McKinly frigavs 1778 av britterna i utbyte mot Benjamin Franklins son William som var en ledande lojalist och hade varit New Jerseys kolonialguvernör 1763-1776.
McKinly återvände sedan till arbetet som läkare. Han gick senare med i Federalistiska partiet men valdes inte på nytt till något politiskt ämbete efter amerikanska revolutionskriget. Som Delawares president hade han varit partilös och under kolonialtiden hört till den gruppering som kallades Court Party. McKinly var presbyterian. Han gravsattes först på Presbyterian Cemetery i Wilmington och gravplatsen förflyttades år 1922 till Wilmington and Brandywine Cemetery.